# Nicole Lüttecke
Nicole Lüttecke (* 14. November 1974 in Bad Fredeburg) ist eine deutsche Fahrinstruktorin und ehemalige Automobilrennfahrerin.

## Karriere
Nicole Lüttecke kam über ihren Vater, einem Hobbyrennfahrer, zum Motorsport und erwarb 1995 die nationale C-Lizenz.
1996 fuhr sie erstmals in der VLN Langstreckenmeisterschaft Nürburgring und startete in der nächsten Saison ebenfalls in der VLN, sowie erstmals beim 24-Stunden-Rennen auf dem Nürburgring, wo sie mit einem BMW 325i für das Team Wagenstätter einen Klassensieg erreichte.
Sie gewann 1997 bei einer Talentsichtung der Zeitschrift rallye racing und Mitsubishi und startete daraufhin für das Mitsubishi-Werksteam Ralliart in der Deutschen Rallye Meisterschaft.
1998 stieg sie in den neu gegründeten VW ADAC Junior Lupo Cup ein und erreichte zum Saisonende den neunten Platz. Zusammen mit Klaus Niedzwiedz fuhr sie im Mitsubishi Carisma für das Mitsubishi-Werksteam auf dem Nürburgring beim 24-Stunden-Rennen.
Ein Jahr später wechselte sie in den VW New Beetle Cup und beendete die Saison mit dem siebten Platz. Parallel fuhr sie in der Caterham Challenge und erreichte dort den Klassensieg.

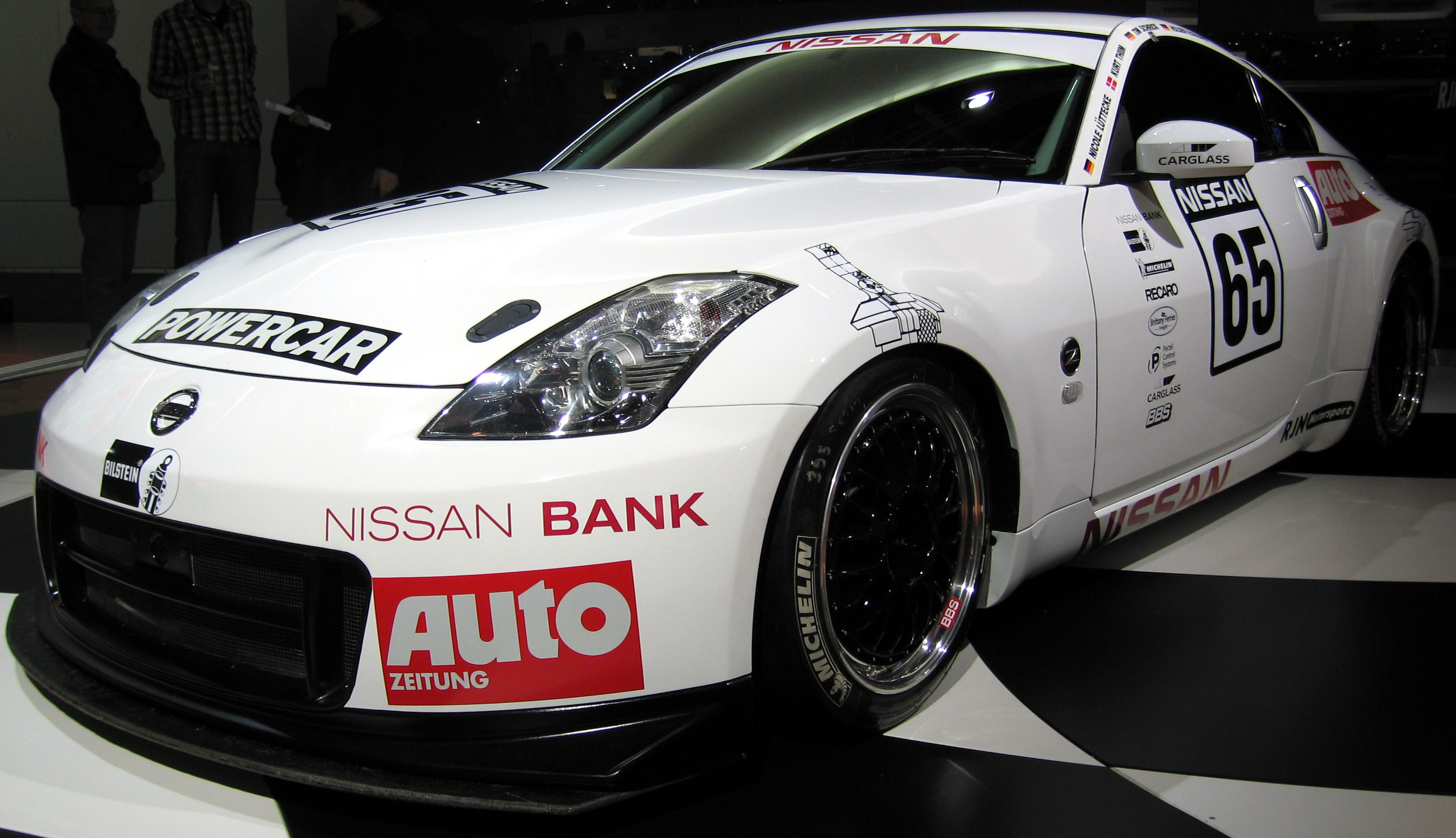
Der von Nicole Lüttecke gefahrene Nissan 350Z GT4 beim 24-Stunden-Rennen auf dem Nürburgring 2007

In der Rennsaison 2000 und 2001 startete Lüttecke mit einem Porsche 911 GT3 Cup (Typ 996) für das Team Herberth Motorsport im Porsche Carrera Cup Deutschland (PCCD) und erreichte 2000 mit dem 21. Platz ihr bestes Ergebnis in dieser Rennserie. 2001 ging sie ebenfalls einige Rennen im Porsche Supercup an den Start. 2002 bestritt sie nur ein Rennen im PCCD für Land Motorsport.
Nach einer Pause startete sie 2005 mit einem Mazda RX-8 wieder in der VLN sowie beim 24-Stunden-Rennen am Nürburgring. Ein Jahr später fuhr sie erstmals beim 24-Stunden-Rennen von Dubai. In der Saison 2007 startete sie für das Team RJN Motorsport zusammen mit Kurt Thiim, Tim Schrick und Holger Eckhardt in einem Nissan 350Z GT4 in der VLN und beim 24-Stunden-Rennen. Im Folgejahr fuhr sie nochmals für RJN Motorsport auf dem Nürburgring.
2009 bestritt Nicole Lüttecke beim 24-Stunden-Rennen auf dem Nürburgring mit einem Aston Martin V8 Vantage N24 ihr letztes Rennen. Danach beendete sie ihre aktive Rennfahrerkarriere.
Seit 2010 arbeitet sie als Fahrinstruktorin für verschiedene Veranstalter wie z. B. Volkswagen und Porsche.